# Everett Shinn
Everett Shinn (ur. 6 listopada 1876 w Woodstown, New Jersey, Stany Zjednoczone, zm. 1 maja 1953 w Nowym Jorku) – amerykański malarz i ilustrator, przedstawiciel modernizmu i realizmu. 
Należał do ugrupowania The Eight/Ashcan School. Malował parki i sceny miejskie, charakterystyczne dla Nowego Jorku z przełomu XIX i XX wieku, oraz tematy sceniczne, które przyniosły mu największe uznanie. Był członkiem Charcoal Club (1893), American Academy of Arts and Letters (1951) i National Academy of Design (członek korespondent, 1935; członek rzeczywisty, 1943).

## Życiorys

### Wczesne lata
Everett Shinn urodził się w 1876 w Woodstown, stan New Jersey we wspólnocie kwakrów. Jego rodzice, Isiah Conklin Shinn i Josephine Ransley Shinn byli rolnikami. Miał dwóch braci, starszego Warrena i młodszego Harolda. Imię Everett otrzymał na cześć Edwarda Everetta Hale’a, ulubionego pisarza swego ojca. 
Mając czternaście lat Shinn przeprowadził się do Filadelfii, gdzie rozpoczął naukę w Spring Garden Institute na kierunku rysunek mechaniczny. W 1892 roku zaczął pracować jako rysownik w Thackery Gas Fixture Works, ale po niespełna roku został zwolniony z powodu niedbałego traktowania zleconych mu projektów. Znalazł zajęcie jako ilustrator w gazecie The Philadelphia Press. Później przenosił się z gazety do gazety rozwijając swoje umiejętności jako ilustrator. Pracując przy kilku publikacjach przeszedł podobną drogę jak George Luks i William Glackens, którzy wspólnie podzielali jego niechęć do formalizmu, obecnego w impresjonizmie amerykańskim, ignorującym ogromny rozwój miast w ostatniej dekadzie XIX wieku. Wiosną 1893 roku Shinn wraz z innymi ilustratorami Pennsylvania illustrators: Glackensem, Luksem i Sloanem zaczął uczęszczać na cotygodniowe spotkania w studiu Roberta Henriego, który przekonywał swoich słuchaczy do realizmu w nowej formie i wygłaszał odczyty na temat miejskości. Spotkania te doprowadziły do powstania mającej krótki żywot organizacji Charcoal Club, której członkowie mieli w przyszłości rozpocząć wspólną działalność jako ugrupowanie „The Eight” („Ośmiu”). Kiedy jesienią 1893 roku Charcoal Club rozpadł się, Shinn rozpoczął studia na Pennsylvania Academy of the Fine Arts. Studiował tam pod kierunkiem Thomasa Pollocka Anshutza.

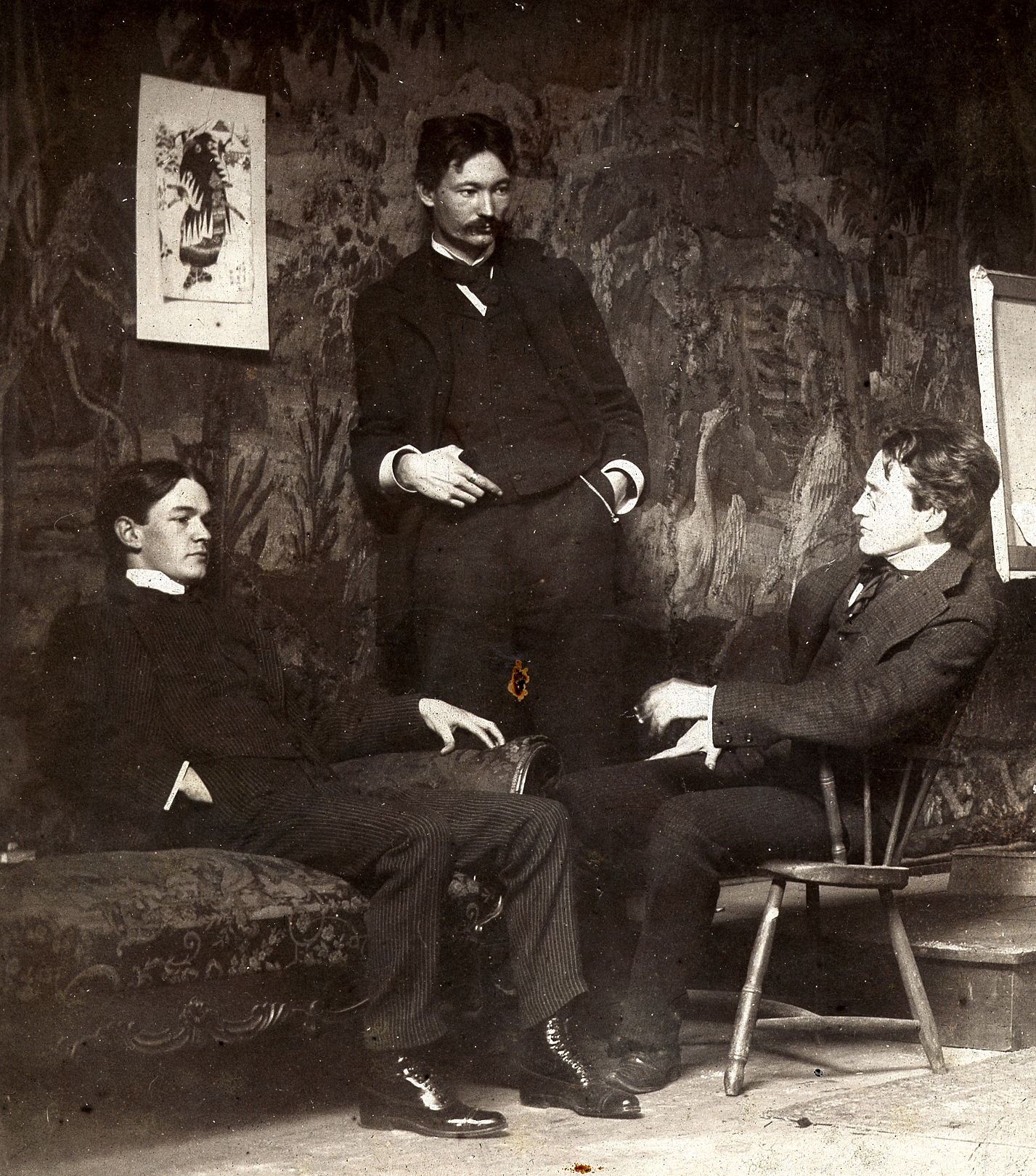
Przyszli artyści Ashcan School (ok.1896). Od lewej: Everett Shinn, Robert Henri i John French Sloan

W 1897 roku otrzymał posadę w wydawnictwie New York World, a w 1899 roku stanowisko redaktora w Ainslee’s Magazine. W 1900 roku przeprowadził się z żoną do Nowego Jorku,. Zafascynowany wielkomiejskim życiem zaczął malować sceny uliczne, które zdominowały tematykę jego wczesnych prac jak Scena w parku czy Madison Square, Dewey Arch (oba obrazy z 1899 roku). Pierwsze dzieła Shinna cechowała czarno-biała kolorystyka z niewielką domieszką innych kolorów. Rozpoczynając pracę w New York World spotkał starych znajomych, Glackensa i Luksa, którzy zostali już tu zatrudnieni wcześniej. W 1900 roku Shinn miał swoją pierwszą indywidualną wystawę w Boussad, Valadon & Co.; z 44 wystawionych pasteli sprzedanych zostało 30. Niedługo potem Shinn z żoną wyruszył w swą pierwszą zagraniczną podróż, udając się do Londynu i Paryża. Najważniejszym rezultatem tej podróży był głęboki wpływ, jaki na twórczość Shinna wywarł Édouard Degas, a zwłaszcza jego wykadrowane kompozycje, stosowanie ukośnych kątów obserwacji i zainteresowanie sztuką sceniczną. W 1901 roku Shinn został wykładowcą w New York School of Art.

### The Eight i Ashcan School
W 1908 roku Henri, Sloan, Glackens, Luks, Shinn, Ernest Lawson, Arthur Bowen Davies i Maurice Brazil Prendergast niezadowoleni z odrzucenia przez National Academy of Design ich prac na planowaną coroczną wystawę postanowili wziąć sprawy w swoje ręce i zorganizowali w Macbeth Gallery własną wystawę, The Exhibition of the Eight. 
W 1910 roku Shinn wziął udział w wystawie artystów niezależnych (Independent Artists Exhibition), na której zaprezentował głównie teatralne motywy. Jego naturalistyczne, miejskie sceny łączyły go z grupą znaną jako Ashcan School, do której zaliczano też George’a Bellowsa. W 1911 roku Shinn ukończył mural dla ratusza miejskiego w Trenton; tematem muralu byli robotnicy przemysłu stalowego i ceramicznego w trakcie pracy. 

### Lata późniejsze
Później Shinn zwrócił się w stronę teatru. Przerobił swoje studio przy Waverly Place na teatr i założył Waverly Street Players, zapraszając do współpracy Williama Glackensa. Shinn pracował też jako dyrektor ds. artystycznych w Goldwyn Pictures (1917–1920), Inspiration Pictures (1920–1923) i Cosmopolitan Pictures (1923).
Shinn tworzył przez całe swoje życie. Począwszy od lat 30. XX wieku w jego pracach zaczęła pojawiać się tematyka cyrkowa. Shinn zmarł na raka płuc w New York Hospital.

## Życie prywatne
26 stycznia 1898 roku Shinn ożenił się z Florence Scovel; rozwiódł się z nią w 1912 roku. Był jeszcze trzykrotnie żonaty: w 1913 roku z Corrine Baldwin, w 1924 z Gertude McManus Chase i w 1933 z Paulą Downing.

## Twórczość
Ściśle związany z miejskim realizmem i z Ashcan School, Shinn rozpoczął karierę jako etatowy  ilustrator prasowy. Po przyjeździe do Paryża, gdzie zapoznał się z obrazami Degasa o tematyce teatralnej, zainteresował się trwale teatrem. To zainteresowanie sztuką teatralną nie ograniczało się wyłącznie do malarstwa, artysta sam pisał i wystawiał sztuki w swoim teatrze.
Malując motywy teatralne Shinn przedstawiał artystów w akcji, ujętych czasami z nietypowych punktów obserwacyjnych. Obrazy te, malowane szybkimi ruchami, na podobieństwo szkicu, oddają atmosferę spektaklu, często w połączeniu z olśniewającymi efektami świetlnymi. Aby móc oddać żywe barwy kostiumów i scenografii artysta rozjaśnił swoją paletę. Wcześniejsze jego obrazy (obraz Dziewczyna w czerwieni na scenie, 1905, kolekcja prywatna) okazują nie tylko akcję na scenie, ale również widownię; w późniejszym okresie Shinn wykazywał skłonność do kadrowania swoich kompozycji i skupiania się wyłącznie na wykonawcach (obraz London Music Hall, 1918, Metropolitan Museum of Art).
Drugim głównym tematem obrazów Shinna stało się życie w Nowym Jorku. Artysta był zafascynowany zmianami dokonującymi się w mieście, często przedstawiał sceny dramatu i przemocy, a z drugiej strony spacerowiczów w nowojorskich parkach stając się dokumentalistą czasu wolnego i jego wpływu na amerykański styl życia. Podobnie jak wielu twórców związanych z realizmem, Shinn często przedstawiał kobiety i mężczyzn z różnych ras, klas i grup społecznych zgromadzonych razem w przestrzeni publicznej.  To eksplorowanie niższych klas społecznych jako tematu malarskiego stało się reprezentatywne dla modernizmu. Wielu członków ugrupowania „Ośmiu” było przywiązanych do takich eksperymentów z tematem. Shinnowi, podobnie jak jego rówieśnikom, chodziło o przedstawienie prawdziwego życia i otaczającego go świata.
Choć Shinn przez wiele lat eksperymentował z różnymi technikami malarskimi, jak: malarstwo olejne, pastel i czerwona kreda, gwasz i  akwarela, to sławę i uznanie osiągnął jako twórca pasteli olejowych.

## Galeria

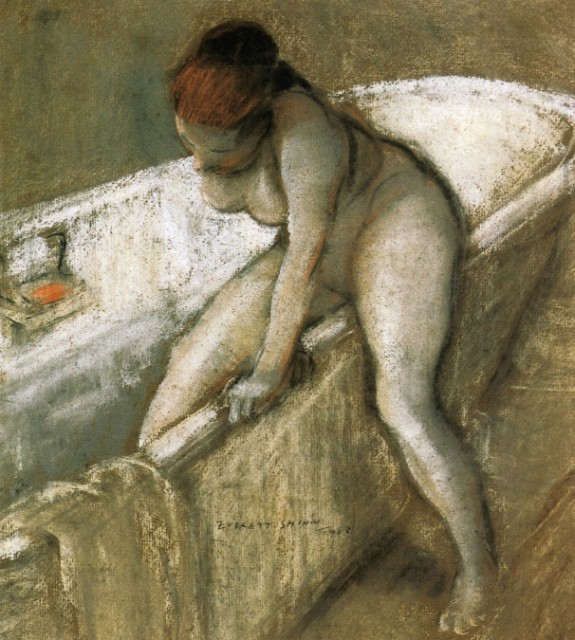
Dziewczyna w wannie (rysunek, pastel), 1903, kolekcja prywatna
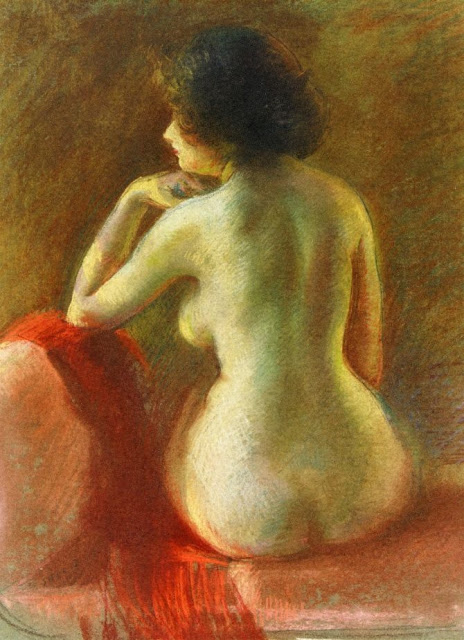
Akt (rysunek, pastel), 1910, kolekcja prywatna
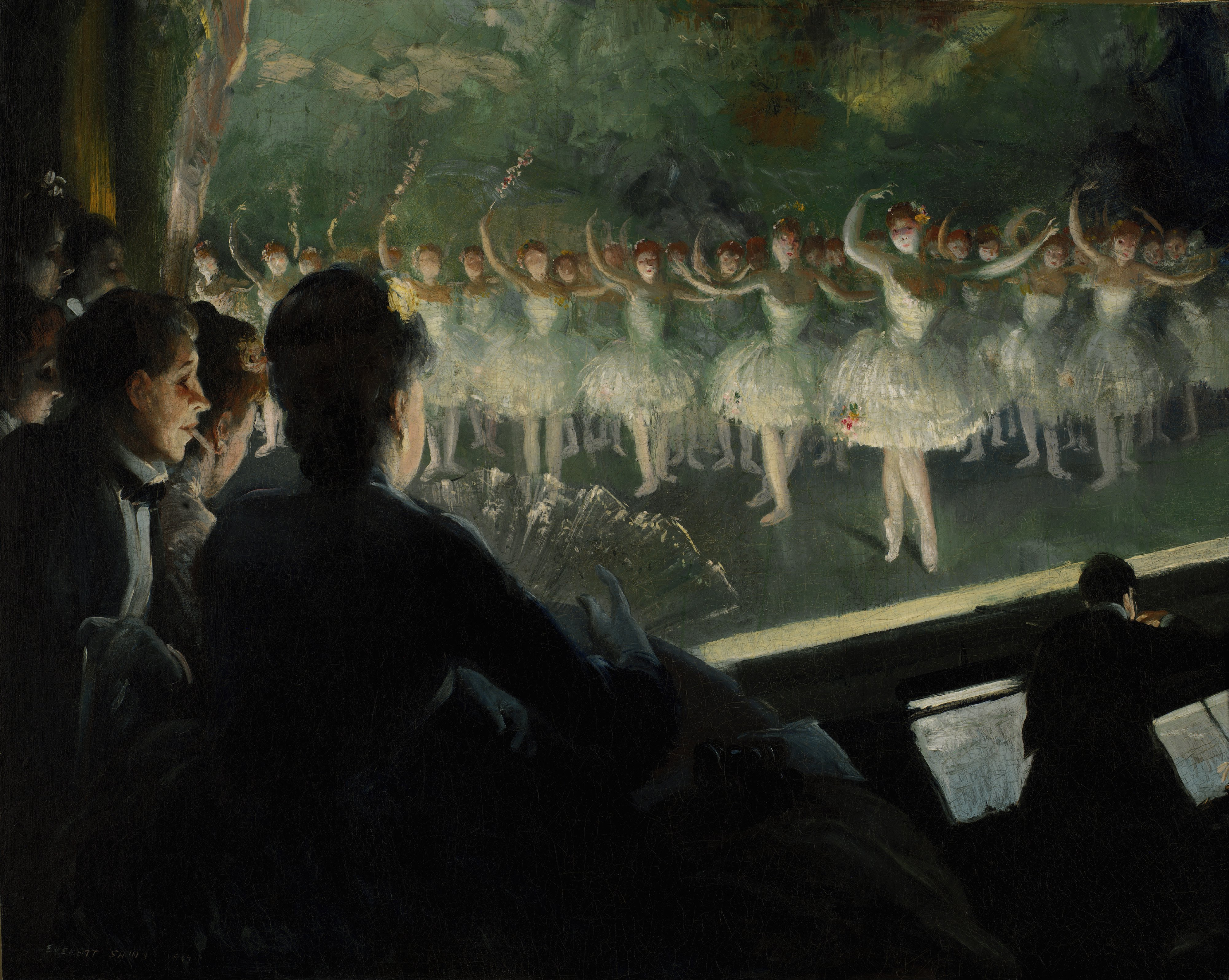
Biały balet (obraz olejny), 1904, Smithsonian American Art Museum and the Renwick Gallery
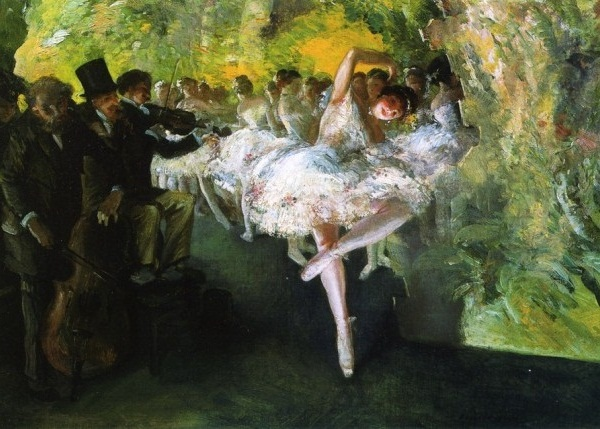
Próba baletowa (obraz olejny), 1905–1906, kolekcja prywatna
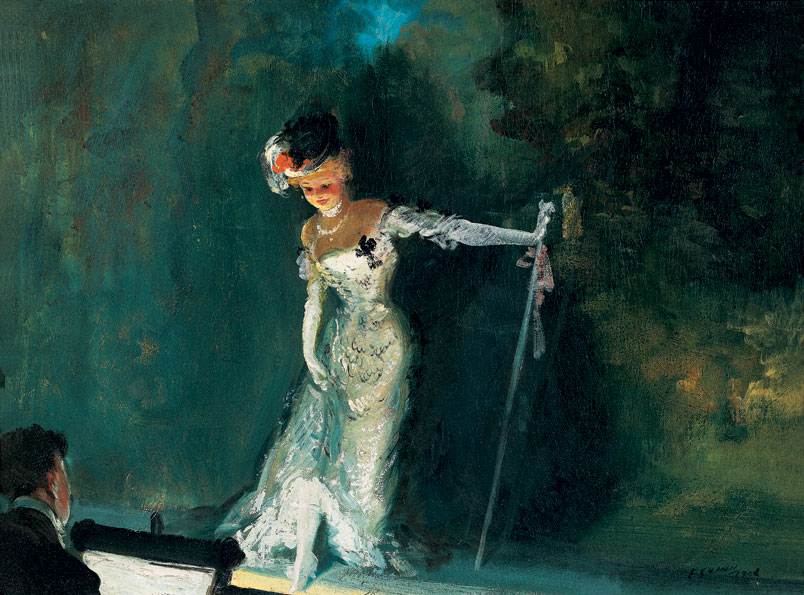
Rewia, 1908 (obraz olejny), Whitney Museum of American Art
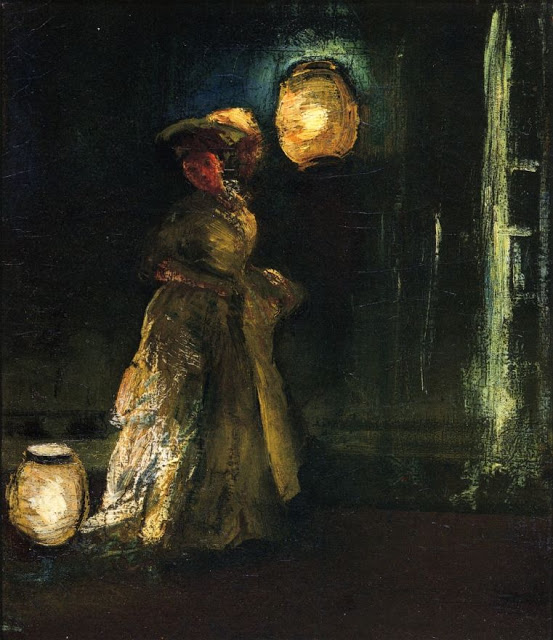
Dziewczyna z japońskimi lampionami, 1912
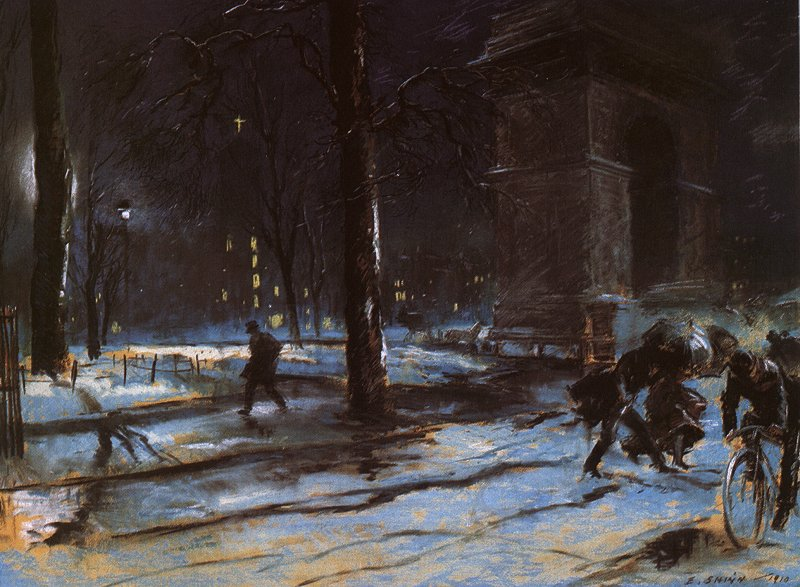
Washington Square, 1910
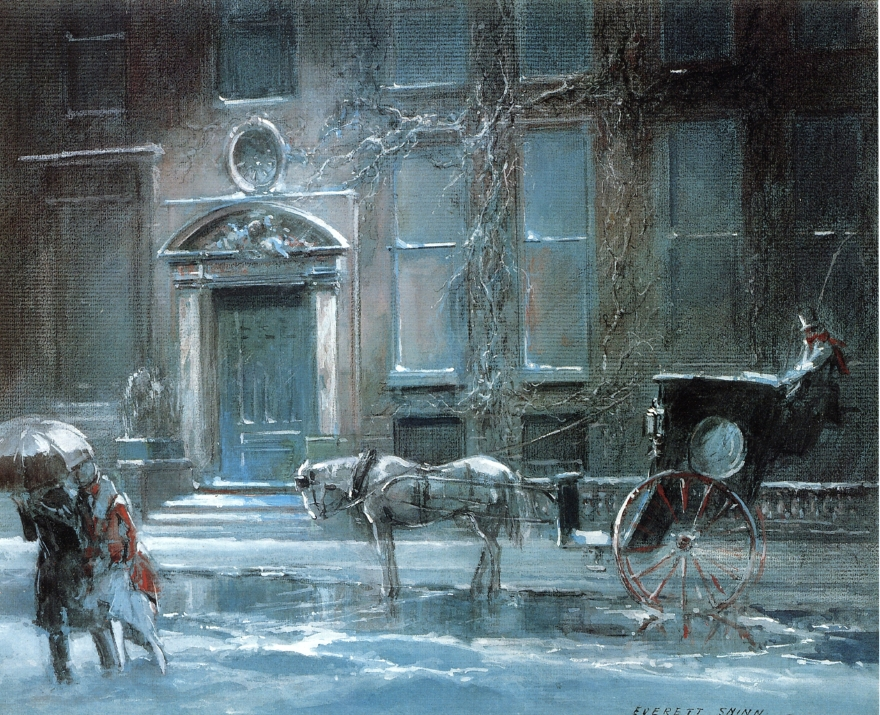
The Canfield Gambling House, 1912